# Гаурав Шарма
Гаурав Шарма (англ. Gaurav Sharma; нар. 1 травня 1991) — індійський борець греко-римського стилю, бронзовий призер чемпіонату Азії, дворазовий чемпіон Співдружності, срібний призер чемпіонату світу серед військовослужбовців.

## Життєпис
Боротьбою почав займатися з 2000 року. У 2002 році завоював срібну медаль чемпіонату Азії серед кадетів.
Виступає за спортивний клуб «Indian Navy». Тренер — Кулдіп Сінгх.

## Спортивні результати на міжнародних змаганнях

### Виступи на Чемпіонатах світу
| Змагання                        | Збірна | Вагова категорія                 | Місце |
| ------------------------------- | ------ | -------------------------------- | ----- |
| Чемпіонат світу з боротьби 2013 | Індія  | греко-римська боротьба, до 55 кг | 15    |
| Чемпіонат світу з боротьби 2018 | Індія  | греко-римська боротьба, до 63 кг | 17    |

### Виступи на Чемпіонатах Азії
| Змагання                       | Збірна | Вагова категорія                 | Місце  |
| ------------------------------ | ------ | -------------------------------- | ------ |
| Чемпіонат Азії з боротьби 2013 | Індія  | греко-римська боротьба, до 55 кг | 5      |
| Чемпіонат Азії з боротьби 2016 | Індія  | греко-римська боротьба, до 59 кг | Бронза |

### Виступи на Чемпіонатах Співдружності
| Змагання                                | Збірна | Вагова категорія                 | Місце  |
| --------------------------------------- | ------ | -------------------------------- | ------ |
| Чемпіонат Співдружності з боротьби 2013 | Індія  | греко-римська боротьба, до 55 кг | Золото |
| Чемпіонат Співдружності з боротьби 2017 | Індія  | греко-римська боротьба, до 63 кг | Золото |

### Виступи на Чемпіонатах світу з боротьби серед військовослужбовців
| Змагання                                                  | Збірна | Вагова категорія                 | Місце  |
| --------------------------------------------------------- | ------ | -------------------------------- | ------ |
| Чемпіонат світу з боротьби серед військовослужбовців 2014 | Індія  | греко-римська боротьба, до 59 кг | Срібло |

### Виступи на інших змаганнях
| Змагання                                                         | Збірна | Вагова категорія                 | Місце |
| ---------------------------------------------------------------- | ------ | -------------------------------- | ----- |
| Олімпійський кваліфікаційний турнір з боротьби 2016 (Улан-Батор) | Індія  | греко-римська боротьба, до 59 кг | 12    |
| Золотий Гран-прі з боротьби 2016                                 | Індія  | греко-римська боротьба, до 59 кг | 14    |
| Турнір Вехбі Емре і Гаміта Каплана 2018                          | Індія  | греко-римська боротьба, до 63 кг | 12    |

### Виступи на змаганнях молодших вікових груп
| Змагання                                     | Збірна | Вагова категорія                 | Місце  |
| -------------------------------------------- | ------ | -------------------------------- | ------ |
| Чемпіонат Азії з боротьби серед кадетів 2008 | Індія  | греко-римська боротьба, до 54 кг | Срібло |